# Thomas Mackie (homme politique)
Pour les articles homonymes, voir Thomas Mackie et Mackie (homonymie).
Thomas Mackie (1840-21 mai 1905) est un homme politique canadien de l'Ontario. Il est député fédéral libéral de la circonscription ontarienne de Renfrew-Nord de 1896 à 1904.

## Biographie
Né à Ottawa dans le Canada-Ouest, Mackie étudie dans cette ville. Il entame une carrière publique en servant comme conseiller municipal de Pembroke.
Élu sur la scène fédérale en 1896 et réélu en 1900, il est défait en 1904.
Il meurt à Pembroke à l'âge de 65 ans.
Son fils, Herbert John Mackie, est également député de Renfrew-Nord de 1917 à 1921.